# 郑又平
郑又平（1957年11月27日—），臺灣政治學學者、名嘴、節目主持人，臺北市人，毕业于台大政治系、美國哈佛大学碩士與麻省理工学院博士，现任賢德惜福基金會董事、國立臺北大学（臺灣）公行系副教授、北联大（中國大陸）臺研院客座教授、廈門大學兼任教授，曾任國安局智庫（中華歐亞基金會）顧問、中華民國公共政策學會副秘書長、兩岸民意交流基金會副秘書長、國民黨中央黨部政策會副主任、臺灣醫事聯盟顧問、亞太市調公司首席顧問、論群市調公司副總經理、廣欣諮群企管顧問公司執行副總裁、理成鋼鐵集團董事長特助、Reebok董事長特助、國政基金會特約研究員、《臺灣真相電視台》主持人、國立臺北大學公共事務學院全球化暨兩岸關係研究中心主任、國立臺北大學公共事務學院民意與選舉研究中心副研究員、中華民國國軍系統三軍大學戰略研究所（今國防大學戰爭學院戰研所）講座副教授、中國文化大學兼任副教授、國立政治大學俄羅斯研究所兼任副教授。

## 学历
- 美国麻省理工学院，政治学博士。[1]

- 美国哈佛大学甘乃迪政府学院，公共政策硕士。[1]

- 台湾大学，政治系学士。[1]

## 任职经历
- 台北大学 公共行政學系 教授
- 台北大学 公院全球化暨两岸关系研究中心 主任（2006-2007）
- 台湾真相电视台 制作人、主持人
- 中華民國國軍 三军大学战略研究所 讲座教授
- 賢德惜福基金會 董事
- 中国国民党中央政策研究工作会 副主任
- 台北大学选举研究中心 副研究员
- 國安局 中华欧亚基金会 顾问
- 中华民国公共政策学会 副秘书长
- 世界自由民主联盟中华民国总会 顾问

## 年表

### 职务经历年表
| 年代      | 机构                     | 职位                               |
| --------- | ------------------------ | ---------------------------------- |
| 1992      | 台湾                     | 董事长特别助理                     |
| 1992      | 理成营造、理成钢铁集团   | 董事长特别助理                     |
| 1993      | 论群市场调查公司         | 副总经理                           |
| 1993      | 上海广欣谘群企管顾问公司 | 执行副总裁                         |
| 1993-1995 | 中正大學                 | 政治学研究所专任副教授             |
| 1993-1995 | 中山大学                 | 政治学研究所兼任副教授             |
| 1994-1996 | 國立成功大學             | 政治经济研究所兼任副教授           |
| 1994-1996 | 国立政治大学             | 国际关系研究中心特约研究员         |
| 1995      | 亚太市场调查股份有限公司 | 首席顾问                           |
| 1996-1998 | 中国文化大学             | 政治系兼任副教授                   |
| 1996-1999 | 政治大学                 | 俄罗斯研究所、东亚研究所兼任副教授 |
| 1997      | 中國國民黨               | 中国国民党修宪咨询顾问             |
| 1997-1998 | 世界自由民主联盟         | 中华民国总会副秘书长               |

### 荣誉年表
| 年份      | 国家或机构 | 奖项                           |
| --------- | ---------- | ------------------------------ |
| 1983      | 哈佛大学   | 中华民国同学会奖学金           |
| 1985      | 美国       | 国际扶轮研究奖学金             |
| 1988      | 美国       | 麦克阿瑟基金会麦克阿瑟学者     |
| 1989      | 美国       | 亚洲基金会亚太事务中心研究学人 |
| 1994      | 美国       | 杜克大学访问学人               |
| 1996-1997 | 中国       | 中国国民党华夏奖章             |
| 2005      | 台北大学   | 资深教师服务奖                 |
| 2006      | 台北大学   | 93学年度教学评量优良教师奖     |
| 2007      | 台北大学   | 94学年度教学评量优良教师奖     |
| 2008      | 台北大学   | 95学年度教学评量优良教师奖     |
| 2008      | 台北大学   | 95学年度杰出教师奖             |
| 2009      | 台北大学   | 96学年度教学评量优良教师奖     |

## 作品刊物
- 1981年，《消費者運動的理論與實踐》（蕭新煌、鄭又平、雷倩合著；時報文化出版）
- 1998年，《政治經濟學》（周育仁、鄭又平合著；國立空中大學出版）